# Norr

Lage von Norr in Helsingborg

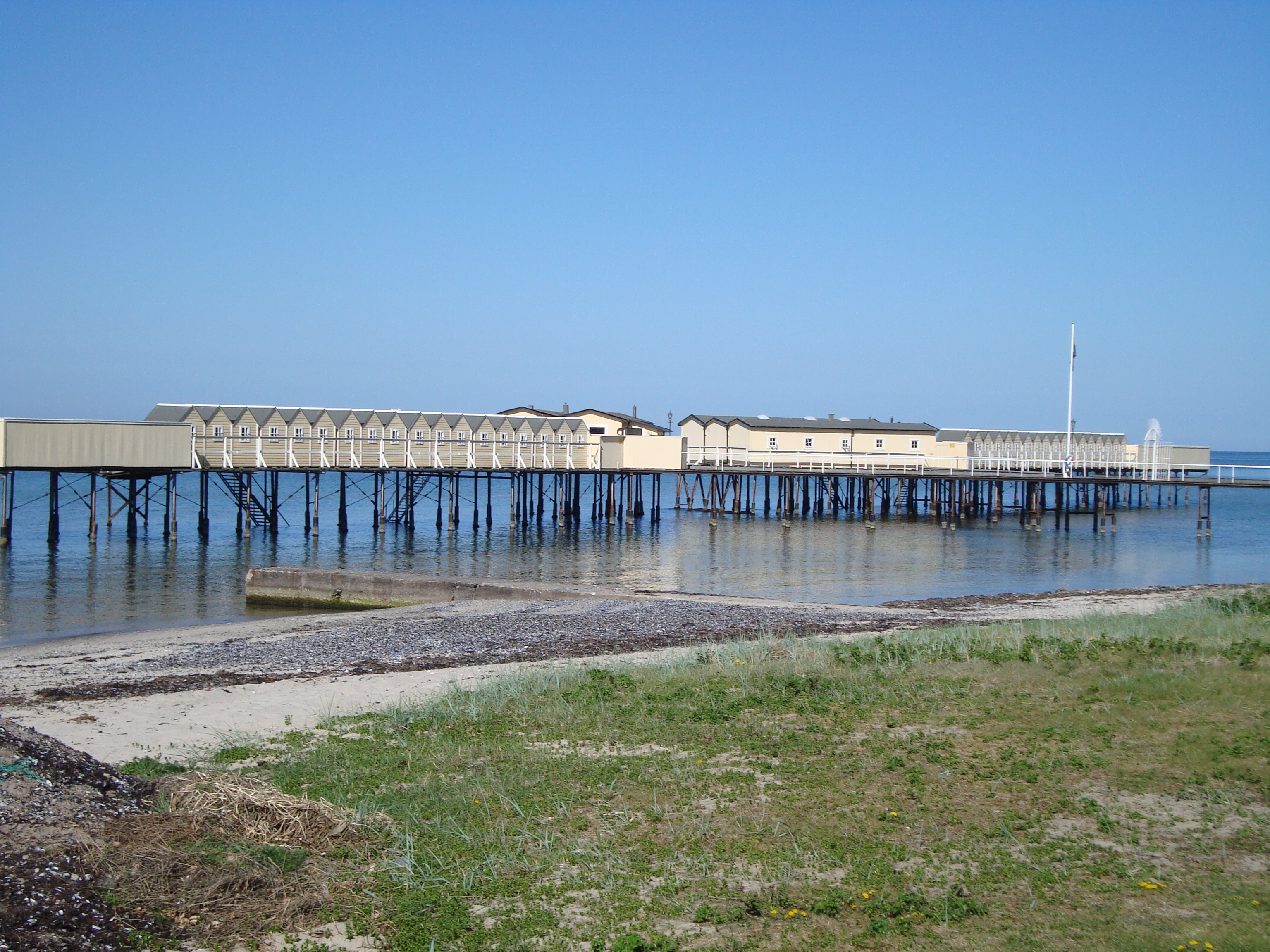
Badehaus Pålsjöbaden

Norr ist ein Stadtteil der schwedischen Stadt Helsingborg. Norr liegt im gleichnamigen, etwa 3.600 Einwohner (Stand 2005) zählenden Stadtbezirk. Der Stadtteil erstreckt sich vom Platz S:t Jörgens plats im Zentrum der Stadt nordwärts zwischen Öresund und dem Hang einer als landborgen bezeichneten geologischen Verwerfung.
Die Nähe zum Öresund und der Ausblick auf das Meer tragen zur Attraktivität des Stadtteils bei. Einige der zentrumsnahen Strände und Badeplätze liegen in Norr. Das ehemalige Bahngelände, das den Stadtteil früher vom Meer abschnitt, ist heute eine Wiesenfläche namens Gröningen, die im Sommer zum Sonnenbaden und für andere Freizeitaktivitäten genutzt wird. Weiter nördlich liegt der Badeplatz Örestrandsbadet (auch Fria bad genannt), gefolgt von einer Promenade und den zwei Stränden Pålsjöbaden und Vikingstrand.

## Geschichte
Früher gehörte ein Großteil der Gegend zum Gut Pålsjö (Pålsjö gård) und war nur dünn mit einigen kleinen Tagelöhnerhöfen (torp) besiedelt. Später entwickelten sich kleine Fischerdörfer nahe Schloss Pålsjö und weiter nördlich. Die erste städtische Bebauung wurde Ende des 18. Jahrhunderts in der Nähe des heutigen Sankt-Jörgen-Platzes errichtet. Diese Bebauung bestand aus einfachen Fachwerkhäusern. Entlang des Überlandweges Richtung Norden, ungefähr auf Höhe der heutigen Straße Pålsgatan entstand gleichzeitig eine kleine Anzahl neuer Höfe, die zum Gut Pålsjö gehörten. Anfang des 19. Jahrhunderts wurden um die Pålsgatan und Tågagatan neue Häuser errichtet und die Fischerdörfer weiter nördlich erweitert.
Ab 1860 nahm die Geschwindigkeit der Bebauung bisheriger Freiflächen deutlich zu, als Gräfin Maria Sophia Barck ihr Land in einzelne Grundstücke aufteilen ließ. Das Viertel zwischen den Straßen Nyborgsvägen und Drottninggatan bestand nun aus einer Vielzahl langer schmaler Grundstücke, deren Kopfstücke an die Straßen grenzten. Nach Verkäufen von Teilen des Gebiets von Gut Pålsjö wurden dort von reichen Helsingborger Bürgern Ländereien gebaut. Ende des 19. Jahrhunderts wurde das Gebiet stärker urbanisiert, einige der Herrenhäuser wurden abgerissen und durch Wohnungshäuser ersetzt. Am Wasser wurde ein Bahnhof für die nach Norden verlaufende Bahnstrecke am Öresund entlang errichtet. Anfang des 20. Jahrhunderts wurden große Wohnungsanlagen im Jugendstil gebaut und 1924 der Park am Margaretaplatsen geschaffen. Die spätere Bebauung erfolgte im Stil der Modernisme und des Funktionalismus. Nach dem Zweiten Weltkrieg wurden viele Wohnungen geschaffen, teilweise als Hochhäuser.

## Freizeitaktivitäten

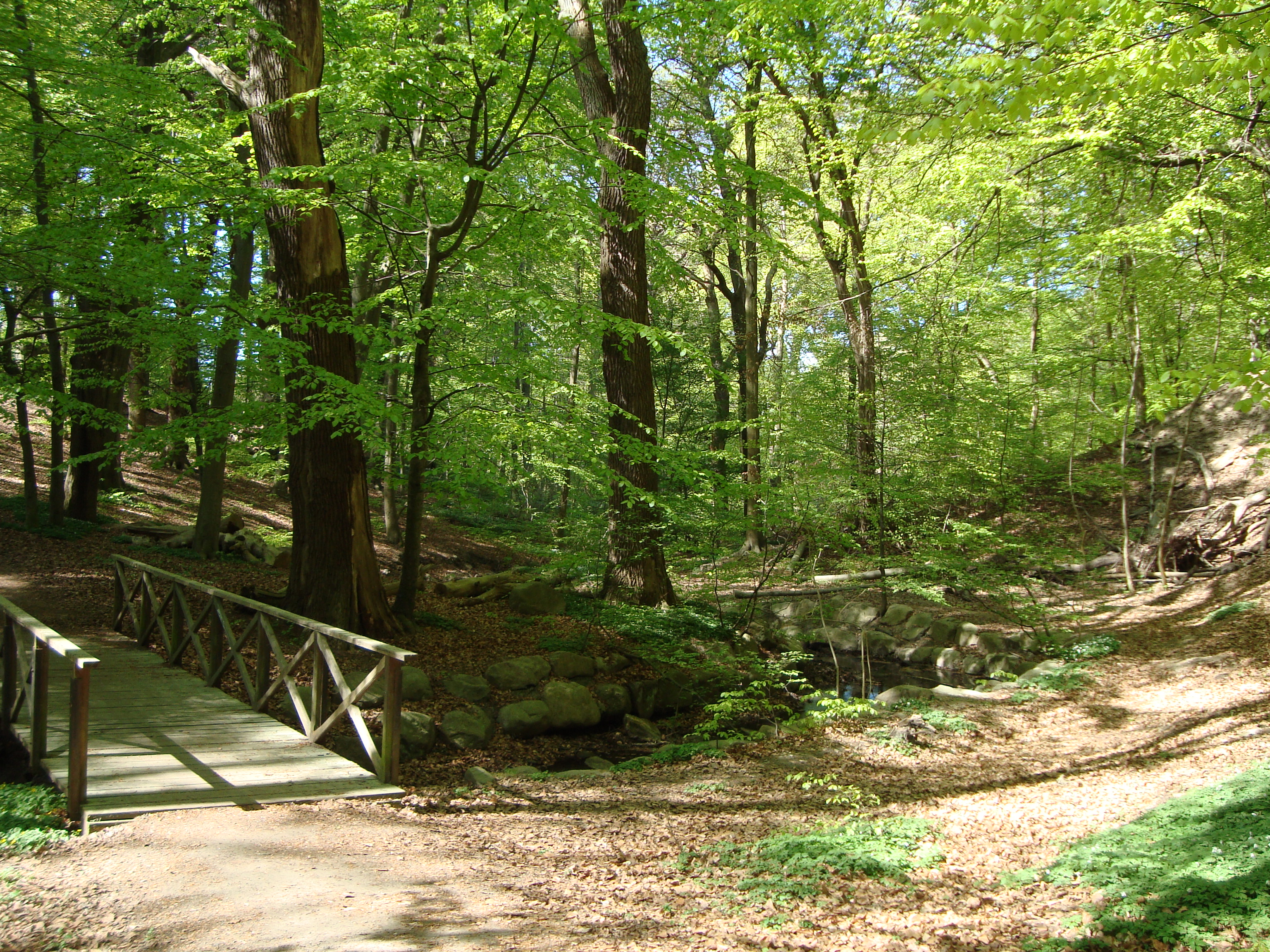
Pålsjö skog

Heute wird Norr von vielen Helsingborgern als Erholungsgebiet genutzt. Die Strände, vor allem das Örestrandsbadet, gehören zu den beliebtesten der Stadt. Der Pålsjö skog ist ein Waldgebiet am nördlichen Ende von Norr, hier wachsen alte Buchen und Eichen. Der ursprünglich zum Gut Pålsjö gehörende Wald wurde 1908 von der Stadt Helsingborg gekauft und der Öffentlichkeit zugänglich gemacht. Das Gebiet ist von Wanderwegen durchzogen, im Sommer ist ein kleines Café geöffnet.